# Edith Schultze-Westrum
Edith Schultze-Westrum (30. prosince 1904, Mohuč-Kastel – 20. března 1981, Mnichov) byla německá filmová herečka. Mezi roky 1932-1979 se objevila v 64 filmech.